# Мирољуб Јевтић
Мирољуб Јевтић (Врање,12. јул 1955) српски је политиколог, универзитетски професор и колумниста. Оснивач је научне дисциплине „политикологија религије”.

## Биографија
Јевтић је рођен 1955. године у Врању. Дипломирао је на Факултету политичких наука Универзитету у Београду, магистрирао са тезом „Исламско схватање рата и улога Исламске конференције у очувању мира“ на Правном факултету у Београду, а докторирао са тезом „Савремени џихад и рат” на Факултету политичких наука.
Оснивач, главни и одговорни уредник часописа "Политикологија религије", то је први научни часопис у светским размера, посвећен објављивању радова из ове дисциплине, који се почео штампати у Београду у фебруару 2007. године часопис штампа „Центар за проучавање религије и верску толеранцију“.
На Факултету политичких наука у Београду прошао је сва наставна звања, од асистента-приправника 1983. до редовног професора 1998. Предаје предмет "Религија и политика"
Професор Јевтић је написао прву монографију посвећену појму џихада на просторима од града Варне на Црном мору у Бугарској до Сежане на словеначко-италијанској граници. Професор Јевтић је први у читавом свету увео у наставу политичких наука „политикологију религије“. Формулисао је појам „Бела ал Каида“.

## Дела

### Одабране књиге
- „Религија и политика – увод у политикологију религије“, Институт за политичке студије и ФПН.
- „Савремени џихад као рат, I издање 1989, Нова Књига, Београд.  978-86-7335-052-3. II издање, Графомотајица, Прњавор. 1995.  978-86-7116-001-8., III издање, Никола Пашић.
- „Од Исламске декларације до верског рата у БиХ“, прво издање Филип Вишњић. , II издање Графомотајица, Прњавор, Република Српска. 1995.  978-86-7116-002-5.
- „Албанци и Ислам“, Графомотајица. 1995.  978-86-7116-003-2.
- „Ислам у делу Иве Андрића“, ауторско издање, Београд, 2000, Просвета Интернационал, Београд
- „Све наше заблуде“, ауторско издање, Београд, 1998, Просвета интернационал
- „Ислам и геополитичка логика" /коаутор/ Ковинг-инжињеринг, 1995, Београд
- "", Нови Сад, 1997, Мегилот публишинг, олет-пресс/Имел-публишинг, Српско Сарајево.  978-86-7170-001-6. /коаутор
- „Муслимани између вјере и нације"/коаутор/, Народна и универзитетска библиотека Петар Кочић Бања Лука, Бања Лука. 1996.  978-86-7044-030-2.

### Одабрани радови
- Информациони центар Коментар: „„Џихад у светској и домаћој јавности“” (PDF). Архивирано из оригинала 15. 03. 2012. г. Приступљено 16. 3. 2013., др Мирољуб Јефтић, Приступљено 16. 3. 2013.
- САНУ: „„Религија као чинилац опредељивања запада у прилог Албанског сецесионизма“” (PDF). Архивирано из оригинала 20. 02. 2012. г. Приступљено 16. 3. 2013., Мирољуб Јевтић, Приступљено 16. 3. 2013.
- Политикологија религије бр. 1: Political Science and Religion - „Политикологија религије" Архивирано на веб-сајту  (23. јул 2012) UDK:32.01:2;32.01:28;32.01.27 (2007) (језик: енглески)